# Dentipratulum
Dentipratulum Domański (kolcowniczek) – rodzaj grzybów należący do rodziny szyszkogłówkowatych (Auriscalpiaceae).

## Charakterystyka
Grzyby kortycjoidalne o bazydiokarpie rozpostartym złożonym z grup spiczastych i nierozgałęzionych kolców. System strzępkowy monomityczny, strzępki generatywne ze sprzążkami. Występują gleocystydy. Podstawki maczugowate, z czterema sterygmami i sprzążką u podstawy. Bazydiospory kuliste lub niemal kuliste, gładkie lub drobnoziarniste, w odczynniku Melzera dekstrynoidalne.
Dentipratulum charakteryzuje się makroskopowo owocnikiem utworzonym przez grupy kolców. Ma więc hymenofor hydnoidalny, ze względu jednak na bardzo cienkie subikulum zaliczany jest fo grzybów kortycjoidalnych. Jest morfologicznie spokrewniony z Mucronellą, która różni się brakiem gloeocystyd. Dentipratulum jest filogenetycznie zaliczane do rzędu gołąbkowców, z Gloiodon i Auriscalpium jako najbliżej spokrewnionymi rodzajami.

## Systematyka i nazewnictwo
Pozycja w klasyfikacji według Index Fungorum: Auriscalpiaceae, Russulales, Incertae sedis, Agaricomycetes, Agaricomycotina, Basidiomycota, Fungi.
Polską nazwę podał Stanisław Domański w 1965 r.
Gatunki:
- Dentipratulum bialoviesense Domański 1965 – kolcowniczek białowieski
- Dentipratulum crystallinum Karasiński 2016
- Dentipratulum khuranae Karasiński & Piątek 2016

Wykaz gatunków i nazwy naukowe na podstawie Index Fungorum. Nazwa polska według Władysława Wojewody.